# Torunik
Torunik là một đô thị thuộc tỉnh Syunik, Armenia. Dân số ước tính năm 2011 là 124 người.